# Jacek Żakowski

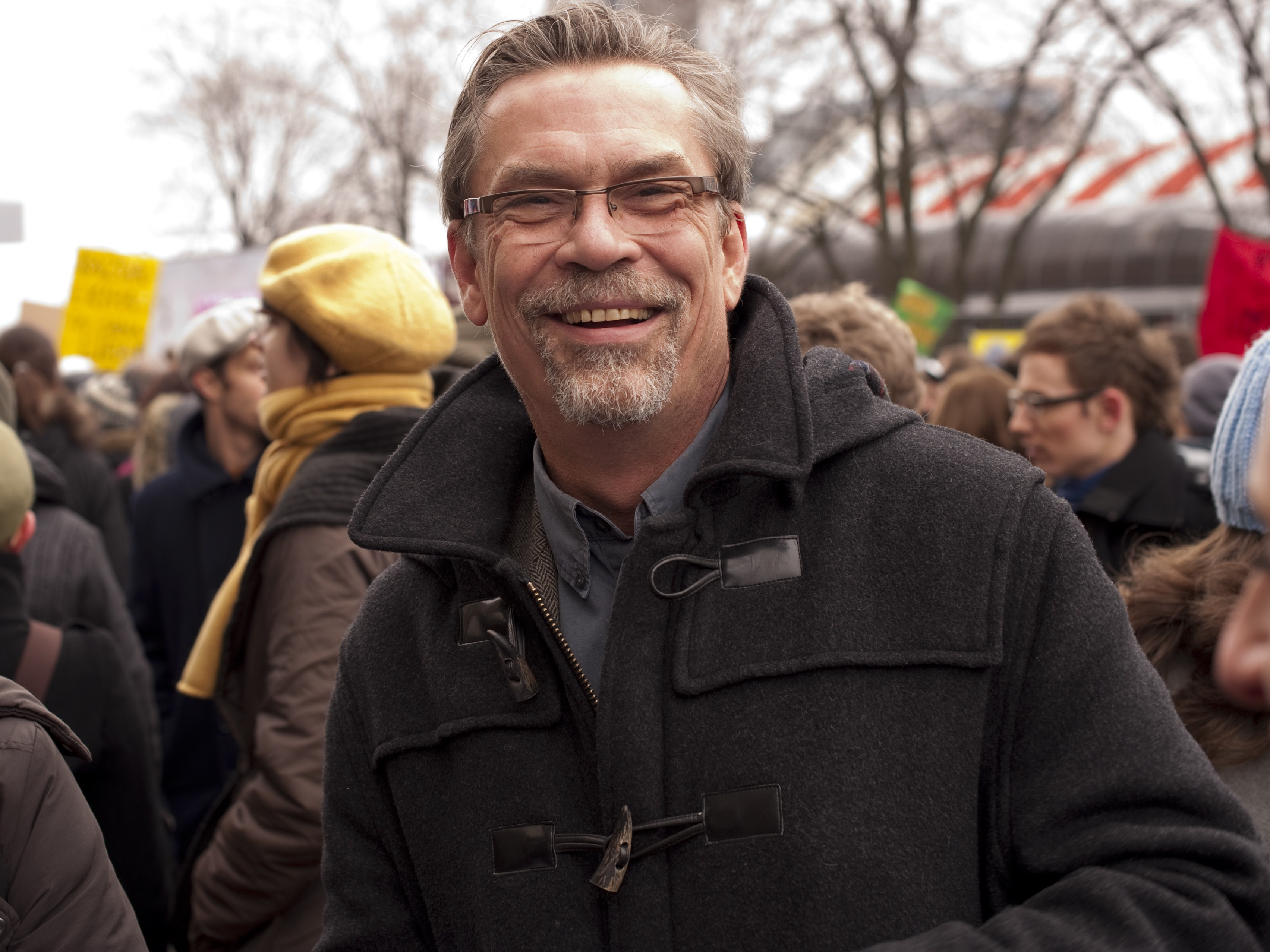
Żakowski na „Manifie” (2009)

Jacek Wojciech Żakowski (ur. 17 sierpnia 1957 w Warszawie) – polski dziennikarz i publicysta.
W 1989 r. kierownik działu wyborczego „Gazety Wyborczej”, w latach 1989–1990 rzecznik prasowy Obywatelskiego Klubu Parlamentarnego, w latach 1991–1992 prezes Polskiej Agencji Informacyjnej, 1992-93 szef publicystyki i reportażu w „Życiu Warszawy”. W latach 1993–2024 publicysta „Gazety Wyborczej”; były komentator tygodnika „Polityka” (Press.pl); nauczyciel akademicki, od 1999 kierownik Katedry Dziennikarstwa Collegium Civitas w Warszawie.

## Kariera zawodowa
Absolwent Liceum im. Dobiszewskiego w Warszawie. W 1981 r. ukończył studia na Wydziale Dziennikarstwa i Nauk Politycznych Uniwersytetu Warszawskiego. W 1982 r. odbył obowiązkową służbę wojskową w Szkole Podchorążych Rezerwy Wojsk Łączności w Zegrzu.
Pracę dziennikarza rozpoczął w tygodniku „Na Przełaj” (1980–1981), następnie działał w Biurze Informacji Prasowej NSZZ „Solidarność” (1981–1983). W kolejnych latach pisał do „Tygodnika Polskiego” (1983) i miesięcznika „Powściągliwość i Praca” (1984–1989). Był rzecznikiem prasowym Obywatelskiego Klubu Parlamentarnego (1989–1991), jednym z założycieli „Gazety Wyborczej” oraz pierwszym prezesem Polskiej Agencji Informacyjnej (1991–1992).
Jest publicystą i komentatorem tygodnika „Polityka”. W latach 1993–2024 był stałym komentatorem i publicystą „Gazety Wyborczej”. Był gospodarzem wielu programów publicystycznych w polskich stacjach telewizyjnych i radiowych, takich jak: Tok Szok, Gość Radia Zet, Rozmowy podsłuchiwane, Summa zdarzeń według Jacka Żakowskiego i Tydzień Jacka Żakowskiego, prowadził też programy Rozmowa dnia, Ex cathedra i REdAKCJA w Superstacji. Jest gospodarzem piątkowych wydań Poranka w Tok FM.

## Życie prywatne
Jest synem Wojciecha i Anny Żakowskich, wnukiem Hanny Brzezińskiej i prawnukiem Wacława Brzezińskiego. Był dwukrotnie żonaty. Z pierwszego związku ma syna Macieja (ur. 1983) i córkę Martę (ur. 1986). Z drugiego małżeństwa ma syna Stefana (ur. 2007).

## Programy telewizyjne i radiowe
- Kawa czy herbata? w TVP1
- Tok Szok (z Piotrem Najsztubem) w TVP2, później w Polsacie
- Tischner czyta katechizm
- Autograf
- Rozmowy podsłuchiwane w RMF FM (z Piotrem Najsztubem)
- Gość Radia Zet w Radiu Zet
- Poranek TOK FM w Tok FM
- Summa zdarzeń według Jacka Żakowskiego w TVP1
- Tok2Szok (z Piotrem Najsztubem) w TV4
- Tydzień Jacka Żakowskiego w TVP Info
- Rozmowa dnia w Superstacji
- Ex cathedra w Superstacji
- REdAKCJA w Superstacji

## Ważniejsze publikacje

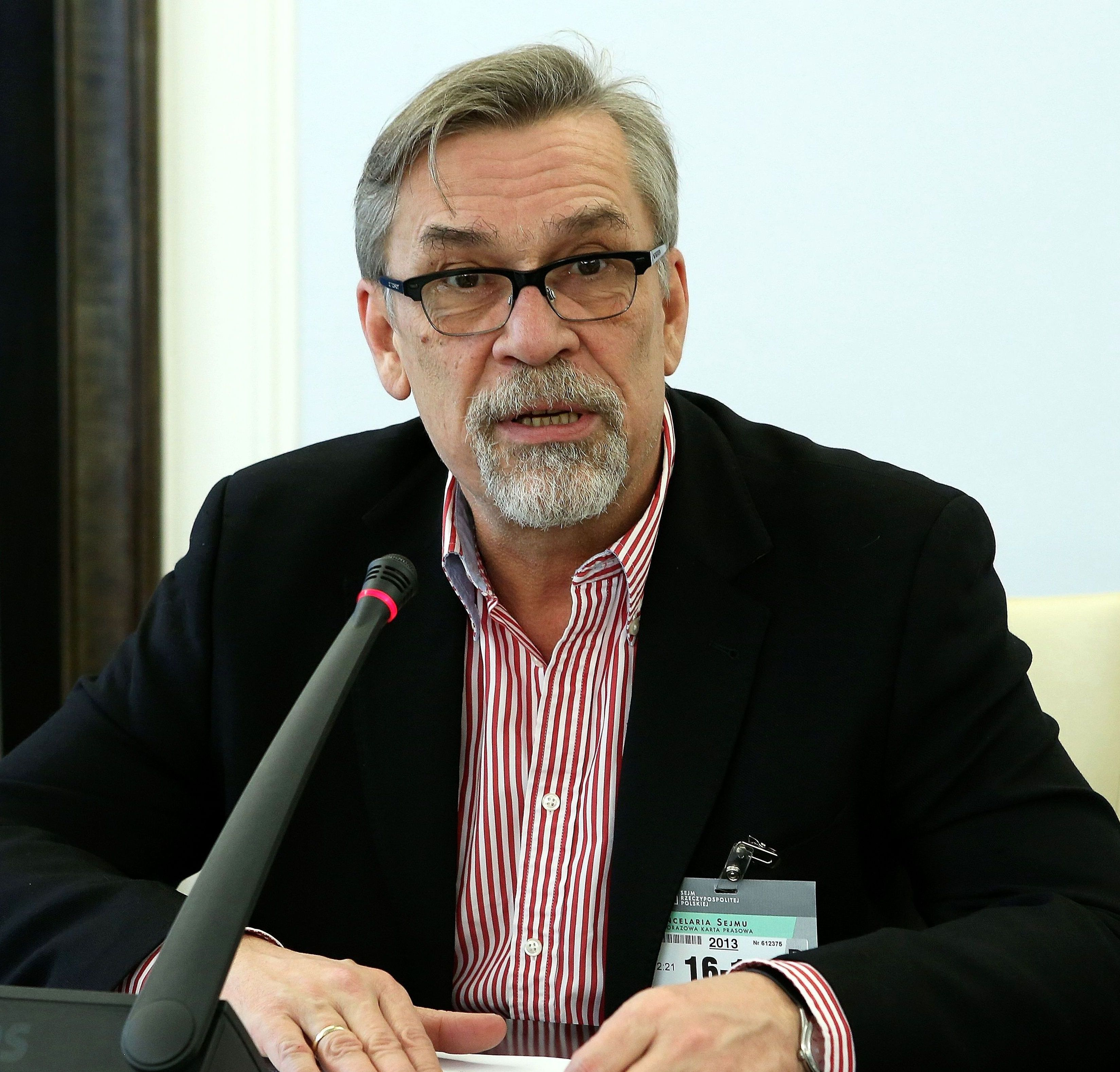
Żakowski na konferencji „Prawa człowieka w Europie Środkowej i Wschodniej oraz Azji Środkowej na tle standardów międzynarodowych” w Senacie RP (2013)

- Rozmowy o Evereście (1982, z L. Cichym i K. Wielickim),
- Anatomia smaku, czyli rozmowy o losach zespołu Tygodnika Powszechnego w latach 1953–1956 (1986, w drugim obiegu)
- Wyzwania: wypisy z lektury nauczania społecznego papieża Jana Pawła II (1987, z ks. J. Chrapkiem),
- Rozmowy z lekarzami (1987)
- Rok 1989 – Bronisław Geremek opowiada, Jacek Żakowski pyta (1990)
- Trzy ćwiartki wieku: rozmowy z Jerzym Turowiczem, Kraków 1990.
- Między Panem a Plebanem (1995, z A. Michnikiem i ks. J. Tischnerem)
- PRL dla początkujących (1995, z J. Kuroniem)
- Tischner czyta Katechizm (1996, z ks. J. Tischnerem)
- Co dalej, panie Mrożek? (1996)
- Siedmiolatka, czyli Kto ukradł Polskę? (1997, z J. Kuroniem)
- Pół wieku pod włos, czyli Życie codzienne „Tygodnika Powszechnego” w czasach heroicznych (1999)
- Mroczne wnętrza: uwięziony Prymas prywatnie w oczach współwięźniów i swojej siostry (2000)
- Rewanż pamięci (2002)
- Trwoga i nadzieja. Rozmowy o przyszłości (2003)
- Anty-TINA. Rozmowy o lepszym świecie, myśleniu i życiu (2005)
- Koniec (2006)
- Nauczka (2007)
- Zawał. Zrozumieć kryzys (2009)

## Odznaczenia
- Krzyż Oficerski Orderu Odrodzenia Polski (2014, za wybitne osiągnięcia w działalności na rzecz przemian demokratycznych i wolności słowa w Polsce, za zasługi dla rozwoju wolnych mediów i niezależnego dziennikarstwa)[11][12]

## Nagrody i wyróżnienia
- Nagroda Stowarzyszenia Dziennikarzy Polskich (podziemnego, 1987)
- Nagroda Adolfa Bocheńskiego (1986)
- Nagroda Polskiego PEN Clubu im. Ksawerego Pruszyńskiego (1988)
- Dziennikarz Roku (1997)
- dwa Wiktory (1997).
- Druga nagroda w europejskim konkursie dziennikarskim „For Diversity. Against Discrimination” („Za różnorodnością. Przeciw dyskryminacji”) za artykuł „Miłuj geja swego”, w którym J. Żakowski wspólnie z E. Bendykiem stawia tezę, że wzrost gospodarczy, modernizacja społeczeństwa jest skorelowana „z odsetkiem osób o orientacji jawnie homoseksualnej”[13]. Ten sam artykuł został przez tygodnik „Wprost” uznany za największą głupotę III RP.[14]
- Nagroda w studenckim plebiscycie MediaTory w kategorii ProwokaTOR (listopad 2009)
- Nagroda im. Bolesława Prusa – „Złoty Prus” (2015)[15]